# Xavier Subirats Hernández
Xavier Subirats Hernández (Paterna, Horta de València, 2 d'octubre de 1957) és un futbolista retirat i entrenador valencià. Xavier Subirats es va iniciar com a jugador en el València Club de Futbol on va jugar des de 1977 fins a 1990. Es va iniciar com a entrenador en les categories inferiors del València CF, va ser entrenador del Vila-real Club de Futbol i Hèrcules CF i encarregat de les secretaries tècniques del València CF i Hèrcules CF.

## Trajectòria com a entrenador i Secretaries Tècniques
- 1995-1996: Entrenador del Vila-real CF
- 2004-2005: Entrenador de l'Hèrcules CF
- 2005-2006: Secretari Tècnic del València CF
- 2006-2008: Secretari Tècnic de l'Hèrcules CF